# جوسلين لاغارد
جوسلين لاغارد (بالفرنسية: Jocelyne LaGarde)‏ هي ممثلة فرنسية، ولدت في 1924 في فرنسا، وتوفيت بنفس المكان في 12 سبتمبر 1979.

## ترشيحات
- جائزة الأوسكار لأفضل ممثلة مساعدة (1966)

## وصلات خارجية
- جوسلين لاغارد على موقع IMDb (الإنجليزية)
- جوسلين لاغارد على موقع أول موفي (الإنجليزية)
- جوسلين لاغارد على موقع قاعدة بيانات الفيلم (الإنجليزية)